# Neue Künstlervereinigung München
Neue Künstlervereinigung München (N.K.V.M.) var en ekspressionistisk kunstnergruppe med base i München. Den eksisterede 1909-12 og afholdt tre udstillinger, 1909, 1910 og 1911.
Foreningen blev oprettet i 1909 som et alternativ til eksisterende udstillingssteder. Kandinskij blev valgt til præsident; Alexander Kanoldt sekretær og Adolf Erbslöh formand for udstillingsudvalget. De var påvirket af fauvismen og blev mødt med kritik og mishagsytringer − malerierne måtte renses for spyt hver aften. Da Kandinskij fik afvist et maleri ved den tredje udstilling i 1911, forlod han foreningen og blev medstifter af Der Blaue Reiter i 1912.
| - Plakat og medlemskort - Udstillingsplakat til den 1. udstilling i Galerie Thannhauser (en), 1909 - Medlemskort, 1909 (Af Kandinskij) | - Kandinskijs afviste billede - Vasilij Kandinskij: Dommedag ('Das jüngste Gericht/Komposition V'), 1911 (Dim, hxb: 190x275 cm ~ 5,225 m2) Billedet blev afvist på grund af størrelsen |